# Dinah Musindarwezo
 (avril 2024).
Dinah Musindarwezo est une féministe rwandaise et militante panafricaine des droits des femmes. Elle est directrice des politiques et des communications chez la femme dans le monde et ancienne directrice exécutive du Réseau de développement et de communication des femmes africaines (FEMNET).

## Biographie
En 2010, Musindarwezo travaillait comme spécialiste de l'égalité des sexes pour Norwegian People's Aid au Rwanda. En 2012, elle est devenue directrice exécutive de FEMNET, basée au Kenya. En tant que directrice exécutive de FEMNET, elle a exprimé son indignation en juin 2017 face à l'appel du président tanzanien John Magufuli à exclure les étudiantes enceintes de l'éducation :

« Après tout le travail que nous avons accompli pour émanciper les petites filles d'Afrique des chaînes de la discrimination et de la violation, un président en exercice se retourne pour « re-victimiser » et traiter leur situation comme une terrible maladie infectieuse dont les autres filles doivent être protégées,. »

En février 2018, elle a convoqué une réunion de deux jours à Addis Abeba pour les militantes africaines des droits des femmes afin d'élaborer une stratégie avant la Commission annuelle des Nations Unies sur la condition de la femme.
Musindarwezo a démissionné de FEMNET en 2018. Elle est devenue directrice des politiques et des communications chez la femme dans le monde, une organisation basée au Royaume-Uni soutenant les groupes de défense des droits des femmes en Afrique et en Asie. Elle y a souligné l'effet sexospécifique de la dette des pays en développement et l'exclusion progressive des organisations de la société civile du débat sur le financement du développement à la suite du programme d'action d'Addis Abeba. En avril 2020, elle a appelé l'Union africaine à négocier des délais de remboursement de la dette des États membres, afin de permettre aux pays africains de se concentrer sur la lutte contre la pandémie de Covid-19.

## Travaux
- (en) (avec Tim Jones) Dette et égalité des sexes : comment les conditions du service de la dette nuisent aux femmes en Afrique, Bretton Woods Oberver, printemps 2019.